# Veslování na Letních olympijských hrách 2016
Veslování na Letních olympijských hrách 2016 v Riu de Janeiro se konalo od 6. srpna do 13. srpna.

## Medailisté

### Muži
| Disciplína                          | Zlato | Stříbro | Bronz |
| Skif                                | Nový Zéland (NZL) · Mahé Drysdale | Chorvatsko (CRO) · Damir Martin | Česko (CZE) · Ondřej Synek |
| Dvojskif                            | Chorvatsko (CRO) · Martin Sinković · Valent Sinković | Litva (LTU) · Mindaugas Griškonis · Saulius Ritter | Norsko (NOR) · Kjetil Borch · Olaf Tufte |
| Dvojskif lehkých vah                | Francie (FRA) · Pierre Houin · Jérémie Azou | Irsko (IRL) · Gary O'Donovan · Paul O'Donovan | Norsko (NOR) · Kristoffer Brun · Are Strandli |
| Párová čtyřka                       | Německo (GER) · Philipp Wende · Lauritz Schoof · Karl Schulze · Hans Gruhne                                                                                     | Austrálie (AUS) · Karsten Forsterling · Alexander Belonogoff · Cameron Girdlestone · James McRae                                                                            | Estonsko (EST) · Andrei Jämsä · Allar Raja · Tõnu Endrekson · Kaspar Taimsoo                                                                                               |
| Dvojka bez kormidelníka             | Nový Zéland (NZL) · Eric Murray · Hamish Bond | Jihoafrická republika (RSA) · Lawrence Brittain · Shaun Keeling | Itálie (ITA) · Marco Di Costanzo · Giovanni Abagnale |
| Čtyřka bez kormidelníka             | Velká Británie (GBR) · Alex Gregory · Mohamed Sbihi · George Nash · Constantine Louloudis                                                                       | Austrálie (AUS) · Will Lockwood · Joshua Dunkley-Smith · Josh Booth · Alexander Hill                                                                                        | Itálie (ITA) · Domenico Montrone · Matteo Castaldo · Matteo Lodo · Giuseppe Vicino                                                                                         |
| Čtyřka bez kormidelníka lehkých vah | Švýcarsko (SUI) · Lucas Tramèr · Simon Schürch · Simon Niepmann · Mario Gyr                                                                                     | Dánsko (DEN) · Jacob Barsøe · Jacob Larsen · Kasper Winther Jørgensen · Morten Jørgensen                                                                                    | Francie (FRA) · Franck Solforosi · Thomas Baroukh · Guillaume Raineau · Thibault Colard                                                                                    |
| Osma                                | Velká Británie (GBR) · Paul Bennett · Scott Durant · Matt Gotrel · Matt Langridge · Tom Ransley · Pete Reed · William Satch · Andrew Triggs Hodge · Phelan Hill | Německo (GER) · Maximilian Munski · Malte Jakschik · Andreas Kuffner · Eric Johannesen · Maximilian Reinelt · Felix Drahotta · Richard Schmidt · Hannes Ocik · Martin Sauer | Nizozemsko (NED) · Kaj Hendrik · Robert Lücken · Boaz Meylink · Boudewijn Roell · Olivier Siegelaar · Dirk Uittenboogaard · Mechiel Versluis · Tone Wieten · Peter Wiersum |

### Ženy
| Disciplína              | Zlato | Stříbro | Bronz |
| Skif                    | Austrálie (AUS) · Kim Brennanová | Spojené státy americké (USA) · Gevvie Stoneová | Čína (CHN) · Duan Jingliová |
| Dvojskif                | Polsko (POL) · Magdalena Fularczyk-Kozłowska · Natalia Madaj | Velká Británie (GBR) · Victoria Thornley · Katherine Grainger | Litva (LTU) · Donata Vištartaitė · Milda Valčiukaitė |
| Dvojskif lehkých vah    | Nizozemsko (NED) · Ilse Paulisová · Maaike Headová | Kanada (CAN) · Lindsay Jennerichová · Patricia Obeeová | Čína (CHN) · Huang Wenyiová · Pan Feihongová |
| Párová čtyřka           | Německo (GER) · Annekatrin Thieleová · Carina Bär · Julia Lier · Lisa Schmidla | Nizozemsko (NED) · Chantal Achterberg · Nicole Beukers · Inge Janssen · Carline Bouw                                                                                    | Polsko (POL) · Maria Springwald · Joanna Leszczyńska · Agnieszka Kobus · Monika Ciaciuch                                                                               |
| Dvojka bez kormidelníka | Velká Británie (GBR) · Helen Gloverová · Heather Stanningová | Nový Zéland (NZL) · Genevieve Behrentová · Rebecca Scownová | Dánsko (DEN) · Hedvig Rasmussenová · Anne Andersenová |
| Osma                    | Spojené státy americké (USA) · Emily Reganová · Kerry Simmonds · Amanda Polk · Lauren Schmetterlingová · Tessa Gobbo · Meghan Musnicki · Eleanor Logan · Amanda Elmore · Katelin Snyder | Velká Británie (GBR) · Katie Greves · Melanie Wilson · Frances Houghton · Polly Swann · Jessica Eddie · Olivia Carnegie-Brown · Karen Bennett · Zoe Lee · Zoe De Toledo | Rumunsko (ROU) · Roxana Cogianu · Ioana Strungaru · Milhaela Petrilă · Iuliana Popa · Mădălina Beres · Laura Oprea · Adelina Boguș · Andreea Boghian · Daniela Druncea |

## Přehled medailí
| Pořadí | Země                   | Zlato | Stříbro | Bronz | Celkově |
| ------ | ---------------------- | ----- | ------- | ----- | ------- |
| 1      | Velká Británie         | 3     | 2       | 0     | 5       |
| 2      | Německo                | 2     | 1       | 0     | 3       |
| 2      | Nový Zéland            | 2     | 1       | 0     | 3       |
| 4      | Austrálie              | 1     | 2       | 0     | 3       |
| 5      | Nizozemsko             | 1     | 1       | 1     | 3       |
| 6      | Chorvatsko             | 1     | 1       | 0     | 2       |
| 6      | Spojené státy americké | 1     | 1       | 0     | 2       |
| 8      | Francie                | 1     | 0       | 1     | 2       |
| 8      | Polsko                 | 1     | 0       | 1     | 2       |
| 10     | Švýcarsko              | 1     | 0       | 0     | 1       |
| 11     | Dánsko                 | 0     | 1       | 1     | 2       |
| 11     | Litva                  | 0     | 1       | 1     | 2       |
| 13     | Kanada                 | 0     | 1       | 0     | 1       |
| 13     | Irsko                  | 0     | 1       | 0     | 1       |
| 13     | Jihoafrická republika  | 0     | 1       | 0     | 1       |
| 16     | Čína                   | 0     | 0       | 2     | 2       |
| 16     | Itálie                 | 0     | 0       | 2     | 2       |
| 16     | Norsko                 | 0     | 0       | 2     | 2       |
| 19     | Česko                  | 0     | 0       | 1     | 1       |
| 19     | Estonsko               | 0     | 0       | 1     | 1       |
| 19     | Rumunsko               | 0     | 0       | 1     | 1       |
| celkem | celkem                 | 14    | 14      | 14    | 42      |